# Кондитерская война
О конфликте 1860-х см. франко-мексиканская война
Кондитерская война (исп. Guerra de los pasteles, фр. Guerre des Pâtisseries) или Первая французская интервенция в Мексику — конфликт между Мексикой и Францией в 1838-39 гг.
В 1838 году французский кондитер Ремонтель, утверждавший, что его магазин в Такубайе (тогда город на окраине Мехико) был ограблен во время беспорядков в 1832 году мексиканскими офицерами-мародёрами, обратился с жалобой к королю Франции Луи-Филиппу. Поддерживая своего подданного, Франция потребовала 600 тысяч песо в качестве возмещения ущерба. Для сравнения, мексиканский рабочий в то время зарабатывал около одного песо в день. Французский посол барон Антуан Луи Деффауди предъявил Мексике ультиматум. В свою очередь, Мексика объявила дефолт по французским кредитам на миллион долларов.
Франция потребовала вернуть долг. После того как платёж не поступил, король послал флот под командованием Шарля Бодена для блокады всех мексиканских портов от Юкатана до Рио-Гранде, бомбардировки мексиканской крепости Сан-Хуан-де-Улуа, захвата порта Веракрус. В ответ на обстрел Сан-Хуан-де-Улуа Мексика объявила 30 ноября войну Франции. К декабрю 1838 года практически весь мексиканский флот был захвачен в Веракрусе.
Мексиканское правительство вверило Антонио Лопесу де Санта-Анна командование над войсками и приказало ему защитить нацию любым способом. В стычке с французским арьергардом у Веракруса Санта-Анна был ранен картечным выстрелом в руку и ногу. Его лодыжка оказалась перебитой, и часть ноги пришлось отнять. Он похоронил ампутированную конечность с полными военными почестями.
Отрезанные от торговых портов, мексиканцы провозили импортные товары сначала в Корпус-Кристи в Техасе, а затем на территорию Мексики. Вследствие этого Франция блокировала техасские порты, а батальон Республики Техас приступил к патрулированию залива Корпус-Кристи, чтобы воспрепятствовать деятельности мексиканских контрабандистов. Соединённые Штаты направили на помощь французам шхуну Вудбери. После переговоров с техасцами Франция обещала не вторгаться на территорию или акваторию Техасской республики. 
При дипломатическом вмешательстве Великобритании президент А. Бустаманте в конце концов пообещал французам заплатить 600 000 песо, и 9 марта 1839 года французы отозвали свой флот. Компенсация так и не была выплачена, но Франция получила обещание развития экономических отношений с Мексикой.